# NGC 1489
NGC 1489 (również PGC 14165) – galaktyka spiralna z poprzeczką (SBb), znajdująca się w gwiazdozbiorze Erydanu. Odkrył ją w 1886 roku Frank Muller. Należy do galaktyk Seyferta typu 2.